# Parlement van de Franse Gemeenschap (samenstelling 2009-2014)
Dit is een lijst van leden van het Parlement van de Franse Gemeenschap van de legislatuur 2009-2014. Het Parlement van de Franse Gemeenschap telt 94 leden. Deze leden zijn de 75 leden van het Waals Parlement, verkozen bij de Waalse verkiezingen van 7 juni 2009, en 19 leden die deel uitmaken van de Franse taalgroep van het Brussels Hoofdstedelijk Parlement. Deze 19 leden raakten verkozen bij de Brusselse gewestverkiezingen van 7 juni 2009. De legislatuur ging van start op 30 juni 2009 en eindigde op 10 april 2014.
Tijdens deze legislatuur is de regering-Demotte II in functie, die steunt op een meerderheid van PS, cdH en Ecolo. De oppositiepartijen zijn dus MR en later ook FDF, dat zich afsplitst van de MR.

## Samenstelling
| Begin legislatuur (2009) | Begin legislatuur (2009) | Begin legislatuur (2009) | Einde legislatuur (2014) | Einde legislatuur (2014) | Einde legislatuur (2014) |
| Fractie                  | Fractie                  | Zetels                   | Fractie                  | Fractie                  | Zetels                   |
| ------------------------ | ------------------------ | ------------------------ | ------------------------ | ------------------------ | ------------------------ |
|                          | PS                       | 35                       |                          | PS                       | 35                       |
|                          | MR                       | 25                       |                          | MR                       | 23                       |
|                          | Ecolo                    | 18                       |                          | Ecolo                    | 17                       |
|                          | cdH                      | 16                       |                          | cdH                      | 16                       |
|                          |                          |                          |                          | FDF                      | 2                        |
|                          |                          |                          |                          | Onafhankelijk            | 1                        |

Wijzigingen in fractiesamenstelling:
- In 2011 verlaat het FDF de MR-fractie. De twee verkozenen Didier Gosuin en Caroline Persoons zetelen voortaan in de FDF-fractie, terwijl de MR-fractie vanaf dan 23 leden telt.
- In 2012 verlaat Bernard Wesphael de Ecolo-fractie. Hij zetelt vanaf dan als onafhankelijke.

## Lijst van de parlementsleden
| Volksvertegenwoordiger    | Kieskring                | Fractie | Opmerkingen |
| ------------------------- | ------------------------ | ------- | --- |
| Maxime Prévot             | Namen                    | cdH     | |
| Jean-Paul Bastin          | Verviers                 | cdH     | Vervangt vanaf 17 juli 2013 Marc Elsen, die burgemeester van Verviers wordt. Elsen zelf verving van 30 juni 2009 tot 16 juli 2013 Melchior Wathelet, die verkoos om staatssecretaris in de Federale regering te blijven, en was voorzitter van de cdH-fractie van 24 september 2009 tot 24 april 2013.                                    |
| André Bouchat             | Aarlen-Marche-Bastenaken | cdH     | Vervangt vanaf 18 juli 2009 Benoît Lutgen, die minister in de Waalse Regering wordt. |
| Idès Cauchie              | Doornik-Aat-Moeskroen    | cdH     | Vervangt vanaf 12 februari 2014 de overleden Damien Yzerbyt |
| Michel de Lamotte         | Luik                     | cdH     | |
| Dimitri Fourny            | Neufchâteau-Virton       | cdH     | Voorzitter van de cdH-fractie tot 24 september 2009. |
| Alfred Gadenne            | Doornik-Aat-Moeskroen    | cdH     | |
| Anne-Catherine Goffinet   | Aarlen-Marche-Bastenaken | cdH     | |
| Benoît Langendries        | Nijvel                   | cdH     | Vervangt vanaf 18 juli 2009 André Antoine, die minister in de Waalse Regering wordt. Langendries is vanaf 31 januari 2012 voorzitter van de commissie Hoger Onderwijs. |
| Michel Lebrun             | Dinant-Philippeville     | cdH     | Secretaris vanaf 6 februari 2013. |
| Savine Moucheron          | Bergen                   | cdH     | Vervangt vanaf 18 januari 2012 Carlo Di Antonio, die minister in de Waalse Regering wordt. Di Antonio zelf verving van 30 juni 2009 tot 15 december 2011 Catherine Fonck, die verkoos om in de Kamer van volksvertegenwoordigers te blijven zetelen, en was tot 15 december 2011 voorzitter van de commissie Hoger Onderwijs.             |
| Marie-Dominique Simonet   | Luik                     | cdH     | Werd van 18 juli 2009 tot 16 juli 2013 als minister in de Franse Gemeenschapsregering vervangen door Christine Servaes. |
| Antoine Tanzilli          | Charleroi                | cdH     | Vervangt vanaf 27 februari 2013 Veronique Salvi, die schepen van Charleroi wordt. Salvi was parlementsvoorzitter tot 16 juli 2009 en secretaris van 16 juli 2009 tot 6 februari 2013. |
| Julie De Groote           | Brussel                  | cdH     | Voorzitter van de cdH-fractie vanaf 24 april 2013. |
| Bertin Mampaka Mankamba   | Brussel                  | cdH     | Vervangt vanaf 13 maart 2013 Pierre Migisha, die voltijds lid van het Brussels Hoofdstedelijk Parlement wordt. |
| André du Bus de Warnaffe  | Brussel                  | cdH     | Vervangt vanaf 27 januari 2010 Céline Fremault, die voltijds lid van het Brussels Hoofdstedelijk Parlement wordt. |
| Emmanuel Disabato         | Bergen                   | Ecolo   | |
| Marcel Cheron             | Nijvel                   | Ecolo   | Voorzitter van de Ecolo-fractie. |
| Veronica Cremasco         | Luik                     | Ecolo   | |
| Matthieu Daele            | Verviers                 | Ecolo   | Voorzitter van de commissie Jeugd en Jeugdhulp vanaf 7 januari 2013. |
| Xavier Desgain            | Charleroi                | Ecolo   | |
| Yves Reinkin              | Verviers                 | Ecolo   | Vervangt vanaf 30 juni 2009 Monika Dethier-Neumann, die als Duitstalige niet in het Parlement van de Franse Gemeenschap mag zetelen. Reinkin is secretaris tot 24 september 2009, tot 7 januari 2013 voorzitter van de commissie Jeugd en Jeugdhulp en vanaf 20 december 2012 ondervoorzitter.                                            |
| Patrick Dupriez           | Dinant-Philippeville     | Ecolo   | |
| Stéphane Hazée            | Namen                    | Ecolo   | Vervangt vanaf 21 maart 2012 Emily Hoyos, die partijvoorzitter van Ecolo wordt. |
| Bénédicte Linard          | Zinnik                   | Ecolo   | Vervangt vanaf 20 december 2012 Olivier Saint-Amand, die burgemeester van Edingen wordt. Saint-Amand was ondervoorzitter van 24 september 2009 tot 20 december 2012. |
| Isabelle Meerhaeghe       | Charleroi                | Ecolo   | |
| Christian Noiret          | Hoei-Borgworm            | Ecolo   | |
| Marianne Saenen           | Nijvel                   | Ecolo   | |
| Luc Tiberghien            | Doornik-Aat-Moeskroen    | Ecolo   | |
| Bernard Wesphael          | Luik                     | Ecolo   | Zetelt vanaf 18 april 2012 als onafhankelijke. |
| Jean-Claude Defossé       | Brussel                  | Ecolo   | |
| Zakia Khattabi            | Brussel                  | Ecolo   | Vervangt vanaf 24 september 2009 Marie Nagy, die voltijds lid van het Brussels Hoofdstedelijk Parlement wordt. Nagy was ondervoorzitter tot 24 september 2009. |
| Jacques Morel             | Brussel                  | Ecolo   | |
| Barbara Trachte           | Brussel                  | Ecolo   | Vervangt vanaf 2 december 2009 Sarah Turine, die partijvoorzitter van Ecolo wordt. |
| Willy Borsus              | Dinant-Philippeville     | MR      | |
| Anne Barzin               | Namen                    | MR      | |
| Chantal Bertouille        | Doornik-Aat-Moeskroen    | MR      | |
| Yves Binon                | Thuin                    | MR      | |
| Caroline Cassart-Mailleux | Hoei-Borgworm            | MR      | |
| Véronique Cornet          | Charleroi                | MR      | |
| Jean-Luc Crucke           | Doornik-Aat-Moeskroen    | MR      | Voorzitter van de commissie Onderwijs. |
| Sybille de Coster-Bauchau | Nijvel                   | MR      | |
| Christine Defraigne       | Luik                     | MR      | |
| Philippe Dodrimont        | Luik                     | MR      | |
| Hervé Jamar               | Hoei-Borgworm            | MR      | |
| Pierre-Yves Jeholet       | Verviers                 | MR      | |
| Serge Kubla               | Nijvel                   | MR      | Ondervoorzitter. |
| Richard Miller            | Bergen                   | MR      | Voorzitter van de commissie Financiën, Comptabiliteit, Begroting en Sport tot 6 februari 2013. |
| Gilles Mouyard            | Namen                    | MR      | Voorzitter van de commissie Financiën, Comptabiliteit, Begroting en Sport vanaf 25 februari 2013. |
| Marcel Neven              | Luik                     | MR      | |
| Florine Pary-Mille        | Zinnik                   | MR      | |
| Florence Reuter           | Nijvel                   | MR      | |
| Jean-Paul Wahl            | Nijvel                   | MR      | |
| Jacques Brotchi           | Brussel                  | MR      | |
| Françoise Bertieaux       | Brussel                  | MR      | Voorzitter van de MR-fractie. |
| Françoise Schepmans       | Brussel                  | MR      | |
| Alain Destexhe            | Brussel                  | MR      | Secretaris. |
| Didier Gosuin             | Brussel                  | FDF     | |
| Caroline Persoons         | Brussel                  | FDF     | |
| Isabelle Simonis          | Luik                     | PS      | |
| Hugues Bayet              | Charleroi                | PS      | Vervangt vanaf 30 juni 2009 Eric Massin, die verkiest om voltijds schepen van Charleroi te blijven. |
| Marc Bolland              | Luik                     | PS      | |
| Christophe Collignon      | Hoei-Borgworm            | PS      | |
| Marc de Saint Moulin      | Zinnik                   | PS      | Secretaris van 16 juli tot 24 september 2009. |
| Christian Dupont          | Charleroi                | PS      | |
| Claude Eerdekens          | Namen                    | PS      | Vervangt vanaf 18 juli 2009 Eliane Tillieux, die minister in de Waalse Regering wordt. |
| Françoise Fassiaux-Looten | Thuin                    | PS      | Ondervoorzitter tot 16 juli 2009. |
| Latifa Gahouchi           | Charleroi                | PS      | Vervangt vanaf 20 december 2012 Serdar Kilic, die schepen van Charleroi wordt. Kilic verving van 30 juni 2009 tot 19 december 2012 Philippe Busquin, die besloot om niet te zetelen, en was secretaris tot 16 juli 2009. |
| Virginie Gonzalez-Moyano  | Thuin                    | PS      | Vervangt vanaf 19 juli 2010 Laurent Devin, die lid wordt van de Kamer van volksvertegenwoordigers. Devin verving van 18 juli 2009 tot 18 juli 2010 Paul Furlan, die minister in de Waalse Regering werd. |
| Catherine Houdart         | Bergen                   | PS      | Vervangt vanaf 19 juli 2010 Elio Di Rupo, die lid wordt van de Kamer van volksvertegenwoordigers. |
| Joëlle Kapompole          | Bergen                   | PS      | |
| Mauro Lenzini             | Luik                     | PS      | Vervangt van 24 september 2009 tot 18 juli 2010 Michel Daerden, die minister in de Federale Regering wordt, en vanaf 19 juli 2010 Julie Fernandez-Fernandez, die lid wordt van de Kamer van volksvertegenwoordigers. |
| Jean-Charles Luperto      | Namen                    | PS      | Parlementsvoorzitter vanaf 16 juli 2009. |
| Jean-Claude Maene         | Dinant-Philippeville     | PS      | Vervangt vanaf 30 juni 2009 Jean-Marc Delizée, die verkiest om staatssecretaris in de Federale regering te blijven. |
| Christie Morreale         | Luik                     | PS      | Vervangt vanaf 16 oktober 2013 Maggy Yerna, die voltijds schepen van Luik wordt. Maggy Yerna verving van 23 juli 2009 tot 15 oktober 2013 Willy Demeyer, die verkoos om burgemeester van Luik te blijven. |
| Maurice Mottard           | Luik                     | PS      | Vervangt vanaf 20 september 2012 de overleden Michel Daerden. Eerder verving hij van 19 juli 2010 tot 5 december 2011 ook Michel Daerden, toen die minister in de Federale Regering was. |
| Alain Onkelinx            | Luik                     | PS      | |
| Sophie Pécriaux           | Charleroi                | PS      | |
| Sébastian Pirlot          | Neufchâteau-Virton       | PS      | |
| Annick Saudoyer           | Doornik-Aat-Moeskroen    | PS      | |
| Daniel Senesael           | Doornik-Aat-Moeskroen    | PS      | Vervangt vanaf 18 juli 2009 Rudy Demotte, die minister in de Waalse Regering wordt. Senesael is voorzitter van de commissie Kinderen, Onderzoek, Openbaar Ambt en Schoolgebouwen. |
| Malika Sonnet             | Aarlen-Marche-Bastenaken | PS      | Vervangt vanaf 18 juli 2009 Philippe Courard, die staatssecretaris in de Federale Regering wordt. |
| Jean-François Istasse     | Verviers                 | PS      | Vervangt vanaf 30 juni 2009 Edmund Stoffels, die als Duitstalige niet in het Parlement van de Franse Gemeenschap mag zetelen. Istasse is secretaris tot 16 juli 2009, ondervoorzitter van 16 juli tot 24 september 2009 en voorzitter van de commissie Cultuur, Audiovisuele Media, Begeleiding, Bioscopen, Gezondheid en Gelijke Kansen. |
| Pierre Tachenion          | Bergen                   | PS      | Vervangt vanaf 30 juni 2009 Didier Donfut, die beslist om niet te zetelen. Tachenion is ondervoorzitter vanaf 24 september 2009. |
| Muriel Targnion           | Verviers                 | PS      | |
| Graziana Trotta           | Charleroi                | PS      | Vervangt vanaf 18 juli 2009 Paul Magnette, die verkiest om minister in de Federale Regering te blijven. |
| Léon Walry                | Nijvel                   | PS      | Vervangt vanaf 30 juni 2009 André Flahaut, die verkiest om lid van de Kamer van volksvertegenwoordigers te blijven. Walry is voorzitter van de PS-fractie. |
| Olga Zrihen               | Zinnik                   | PS      | |
| Mohammed Daif             | Brussel                  | PS      | Secretaris tot 16 juli 2009 en vanaf 24 september 2009. |
| Caroline Désir            | Brussel                  | PS      | |
| Béa Diallo                | Brussel                  | PS      | Voorzitter van de commissie Internationale Betrekkingen, Europese Aangelegenheden, Algemene Zaken, Reglement, Informatica, Controle op de Communicatie van de Regeringsleden en Verkiezingsuitgaven. |
| Nadia El Yousfi           | Brussel                  | PS      | Vervangt vanaf 6 november 2013 de overleden Anne-Sylvie Mouzon. Mouzon verving van 7 mei tot 5 november 2013 Rudi Vervoort, minister in de Brusselse Hoofdstedelijke Regering. |
| Alain Hutchinson          | Brussel                  | PS      | Vervangt vanaf 19 juli 2010 Fatiha Saïdi, die lid wordt van de Belgische Senaat. Saïdi was secretaris van 16 juli tot 24 september 2009 |
| Eric Tomas                | Brussel                  | PS      | |